# Steven Green
Steven Green (né le 15 janvier 1983 à Durham) est un athlète britannique, spécialiste du 400 mètres.

## Biographie
Il remporte le titre du relais 4 × 400 m lors des Championnats d'Europe en salle 2007, à Birmingham, en compagnie de Robert Tobin, Dale Garland et Philip Taylor. L'équipe du Royaume-Uni devance la Russie et la Pologne. 

### Palmarès
| Date | Compétition                    | Lieu       | Résultat | Épreuve   |
| ---- | ------------------------------ | ---------- | -------- | --------- |
| 2002 | Championnats du monde juniors  | Kingston   | 4e       | 400 m     |
| 2007 | Championnats d'Europe en salle | Birmingham | 1er      | 4 × 400 m |

### Records
| Épreuve | Épreuve   | Performance | Lieu       | Date            |
| ------- | --------- | ----------- | ---------- | --------------- |
| 400 m   | Plein air | 50 s 12     | Londres    | 2 août 2008     |
| 400 m   | Salle     | 46 s 51     | Birmingham | 16 février 2009 |